# Orgilus sticticus
Orgilus sticticus är en stekelart som beskrevs av Taeger 1989. Orgilus sticticus ingår i släktet Orgilus och familjen bracksteklar. Inga underarter finns listade i Catalogue of Life.